# دانشگاه پلوپونز
دانشگاه پلوپونز (به لاتین: University of Peloponnese) یک دانشگاه در یونان است که در کورینتوس واقع شده‌است.